# Сіді-Баррані
Сіді-Баррані (араб. سيدي برّاني) — місто на північному заході Єгипту, поблизу Середземного моря. Розташований в мухафазі (губернаторстві) Матрух, марказі (адміністративному окрузі) Барані, за 95 кілометрів від кордону з Лівією і за 240 кілометрів від Тобрука.

## Клімат
Місто знаходиться у зоні, котра характеризується кліматом тропічних пустель. Найтепліший місяць — липень із середньою температурою 25 °C (77 °F). Найхолодніший місяць — січень, із середньою температурою 12.8 °С (55 °F).
| Клімат Сіді-Баррані     | Клімат Сіді-Баррані | Клімат Сіді-Баррані | Клімат Сіді-Баррані | Клімат Сіді-Баррані | Клімат Сіді-Баррані | Клімат Сіді-Баррані | Клімат Сіді-Баррані | Клімат Сіді-Баррані | Клімат Сіді-Баррані | Клімат Сіді-Баррані | Клімат Сіді-Баррані | Клімат Сіді-Баррані | Клімат Сіді-Баррані |
| Показник                | Січ.                | Лют.                | Бер.                | Квіт.               | Трав.               | Черв.               | Лип.                | Серп.               | Вер.                | Жовт.               | Лист.               | Груд.               | Рік                 |
| Середня температура, °C | 13                  | 14                  | 15                  | 17                  | 20                  | 23                  | 25                  | 25                  | 24                  | 22                  | 18                  | 14                  | 19                  |
| Норма опадів, мм        | 33                  | 24                  | 13                  | 5                   | 3                   | 0                   | 0                   | 0                   | 1                   | 15                  | 22                  | 35                  | 150                 |
| ----------------------- | ------------------- | ------------------- | ------------------- | ------------------- | ------------------- | ------------------- | ------------------- | ------------------- | ------------------- | ------------------- | ------------------- | ------------------- | ------------------- |
| Джерело: Weatherbase    |                     |                     |                     |                     |                     |                     |                     |                     |                     |                     |                     |                     |                     |

## Друга світова війна
У вересні 1940 10-а армія італійського маршала Р.Граціані вдерлася до Єгипту з 80 000 солдатів, 120 танками і значними повітряними силами, створивши в декількох милях від кордону в районі Сіді-Баррані сім фортів, укріплених тільки зі східного боку. Війська британського генерала О'Коннора (31 000 військових та 275 танків), що знаходилися в 70 милях на схід, маршем вночі зблизились із супротивником і атакували італійців вранці 9 грудня. Проникнувши крізь італійську лінії на 20-мильній ділянці між фортами, англійці атакували з тилу і флангів. Наприкінці третього дня боїв вони вщент розгромили італійців, розгромивши п'ять їх дивізій і захопивши 39 000 полонених, втративши при цьому лише 600 вояків.